# 韋斯爾菲耶爾峰
61°36′37″N 8°6′49″E / 61.61028°N 8.11361°E
韋斯爾菲耶爾峰是挪威的山峰，位於該國東南部內陸郡，處於洛姆，距離首都奧斯陸230公里，屬於尤通黑門山脈的一部分，海拔高度1,880米。